# American Soccer League 1928-1929
Il Campionato dell'American Soccer League 1928-29 fu l'ottavo campionato della lega e il 29º di prima divisione statunitense di calcio.

## Squadre
Dopo tre anni nella lega i Providence F.C. cambiano denominazione in Providence Gold Bugs. Dopo un solo anno gli Hartford Americans lasciano la lega. I Philadelphia Celtic cambiano proprietà venendo rinominati nuovamente Philadelphia Field Club. I J&P Coats Pawtucket, ultima squadra a rimanere costantemente nella lega dalla sua nascita, cambia denominazione in Pawtucket Rangers.
| Stato         | Squadra                       | Città/Area        |
| ------------- | ----------------------------- | ----------------- |
| Massachusetts | Boston S.C.                   | Boston            |
| Massachusetts | N. Bedford Whalers            | New Bedford       |
| Massachusetts | Fall River                    | Fall River        |
| New York      | Brooklyn Wanderers            | Brooklyn-New York |
| New York      | N.Y. Giants                   | New York          |
| New York      | New York Nationals            | New York          |
| Rhode Island  | Gold Bugs                     | Providence        |
| Rhode Island  | J&P Coats / Pawtucket Rangers | Pawtucket         |
| New Jersey    | Newark Skeeters               | Newark            |
| New Jersey    | Jersey City F.C               | Jersey City       |
| Pennsylvania  | Bethlehem Steel               | Bethlehem         |
| Pennsylvania  | Philadelphia F.C.             | Philadelphia      |

## Campionato

### Formula
Alla fine della stagione regolare divisa in un campionato di andata ed in uno di ritorno, le prime quattro squadre classificate al termine di ogni girone sarebbero passate ai play-off.

### Girone di andata
|    | Squadra            | G  | V  | N | P  | GF | GS | Pt | Per. |
| -- | ------------------ | -- | -- | - | -- | -- | -- | -- | ---- |
| 1  | Fall River         | 31 | 17 | 9 | 5  | 64 | 36 | 43 | .694 |
| 2  | Brooklyn Wanderers | 31 | 18 | 6 | 7  | 79 | 61 | 42 | .677 |
| 3  | New York Nationals | 29 | 13 | 8 | 8  | 70 | 53 | 34 | .586 |
| 4  | Gold Bugs          | 24 | 13 | 5 | 11 | 53 | 44 | 31 | .534 |
| 5  | N. Bedford Whalers | 29 | 11 | 6 | 12 | 51 | 47 | 28 | .483 |
| 6  | Boston S.C.        | 28 | 8  | 8 | 12 | 49 | 60 | 24 | .429 |
| 7  | Philadelphia F.C.  | 18 | 3  | 6 | 9  | 27 | 40 | 12 | .333 |
| 8  | J&P Coats          | 28 | 4  | 7 | 17 | 28 | 69 | 15 | .268 |
| 9  | N.Y. Giants        | 8  | 3  | 2 | 3  | 15 | 17 | 8  | .500 |
| 10 | Bethlehem Steel    | 6  | 3  | 0 | 3  | 12 | 8  | 6  | .500 |
| 11 | Newark Skeeters    | 7  | 0  | 1 | 6  | 7  | 30 | 0  | .000 |

### Girone di ritorno
|   | Squadra                       | G  | V  | N | P  | GF | GS | Pt | Per. |
| - | ----------------------------- | -- | -- | - | -- | -- | -- | -- | ---- |
| 1 | Fall River                    | 22 | 11 | 6 | 5  | 38 | 24 | 28 | .636 |
| 2 | Gold Bugs                     | 22 | 12 | 3 | 7  | 46 | 37 | 27 | .614 |
| 3 | J&P Coats / Pawtucket Rangers | 25 | 13 | 2 | 10 | 42 | 39 | 28 | .560 |
| 4 | New York Nationals            | 21 | 8  | 7 | 6  | 68 | 55 | 23 | .548 |
| 5 | Brooklyn Wanderers            | 20 | 5  | 6 | 9  | 42 | 50 | 18 | .536 |
| 6 | Philadelphia F.C.             | 18 | 6  | 3 | 9  | 36 | 54 | 15 | .450 |
| 7 | Boston S.C.                   | 25 | 7  | 4 | 14 | 45 | 55 | 18 | .417 |
| 8 | N. Bedford Whalers            | 14 | 7  | 1 | 6  | 37 | 28 | 15 | .360 |
| 9 | Jersey City F.C               | 7  | 2  | 0 | 5  | 11 | 23 | 4  | .286 |

#### Verdetti
Fall River Campione degli Stati Uniti 1928-1929